# ارتش پانزدهم ایالات متحده آمریکا
ارتش پانزدهم ایالات متحده یک لشکر از نیروی زمینی ایالات متحده بود که در ۲۱ اوت ۱۹۴۴ در پایگاه سام هیوستون تگزاس ایجاد شد و ژنرال جان پی. لوکاس اولین فرماندهی این لشکر را برعهده گرفت. ارتش پانزدهم آخرین لشکر اعزامی ایالات متحده به شمال غرب اروپا بود گه توسط ژنرال جورج پتن سازماندهی شد. این لشکر در سال ۱۹۴۶ منحل شد.